# 第七識
第七識，佛教術語，即最勝意或染污意，在瑜伽行唯識學派理論中，是第二能變識，以思量為性，第七識緣第八識起恒常相續俱生我執，是第六意識的俱有依。在漢傳佛教中還有一些特有的定義或釋義。

## 瑜伽行唯識學派定義
第七識源自《瑜伽師地論·本地分》的恒行意，其基本含義為最勝意，如世親《大乘五蘊論》：
|  | 最勝意者，謂：緣阿賴耶識為境，恒與我癡、我見、我慢、及我愛等相應之識；前後一類相續隨轉，除阿羅漢果及與聖道滅盡等至現在前位。 |

在《攝大乘論》中，意識以無間滅識為等無間依而生，最勝意一切時微細隨逐，與有身見等四煩惱常共相應，依止此意而識雜染，故而此意又稱為染污意，其存在理據是訓釋詞「能思量故說名為意」，故以思量為性；以阿賴耶識為種子依，意和轉識得以生起，染污意是意識的俱有依。最勝意不等同於結生時染污意識所依中有位意。
世親《攝大乘論釋》中，將染污意與意界並列；無性《攝大乘論無性釋》中，將意界二分為眼等五識所依意界，和第六意識所依意界即意根。阿賴耶識或於一時唯與最勝意俱轉，最勝意常與阿賴耶識一時俱轉，護法論師認為第七識與第八識互為俱有依。

## 如來藏唯識學派釋義
《瑜伽師地論·本地分》記載了關於五識身和分別意識的五心說：
|  | 復次、由眼識生，三心可得，如其次第，謂：率爾心，尋求心，決定心。初是眼識，二在意識。決定心後，方有染淨，此後乃有等流。眼識，善、不善轉，而彼不由自分別力；乃至此意，不趣餘境。經爾所時，眼、意二識，或善、或染，相續而轉。如眼識生，乃至身識，應知亦爾。 |

《大乘起信論》依據《楞伽經》，指出心、意、識三分中「意」的一些含義：有無明不覺而起，能見，能現，能取境界，起念相續；並立與之分別對應的別名：業識、轉識、現識、智識和相續識。
此學說可以比擬於上述五心說，並與《解脫道論》的九心輪等可能也有著類似含義。

## 漢傳宗派定義
漢傳佛教中屬唯識學派的宗派對第七識的定義歷史主要有：
- 地論宗，依《十地經論》[28]和《楞伽經》創立，第七識是作為妄識的阿陀那識[29]。
- 攝論宗，真諦依《攝大乘論》據安慧學說創立[30]，第七識是作為執識的阿陀那識[31]。
- 法相宗，玄奘依據護法學說創立[32]，「於第七但立意名」[33]，第七識是作為第六意識俱有依的意根末那識[34]。

舊譯派強調阿陀那識的執著含義，一切種子識攝藏雜染法，故名阿賴耶識；眾生攝藏一切種子識為自我，即是阿陀那識執取阿賴耶識而有我執，恒與我見等四煩惱相應，能取者與所取者分立，故而阿陀那識等同染污意。新譯派有新解釋，一切種子識攝持雜染法種子，即為此識與雜染法互相攝藏，一切種子識既是能藏又是所藏，我見我愛執藏以為內自我，故名阿賴耶識；依據護法論師的詮釋，阿陀那識有「執持諸法種子」的功能，因第七識無此功能，故而阿陀那識只是現行阿賴耶識的別名。

## 其他論著定義及學術研究
地論宗南道派的法上在解釋《十地經論》中「三種同相智」時，以被認為是生死根本的阿梨耶識為第七識，體現了歷史上曾有個時段，有人不把「意」分立為第六意識和其所依意根即末那識。
天台宗祖師慧思，以轉識為第七識，又稱覺慧、金剛智、剛利智，由六識轉成。在慧思的想法中，轉識指以意根觀察五陰十八界，因此得到空慧，是假名而成。
印順法師認為，《大乘起信論》學說的意趣與一意識論相同。

## 只立六識者的反對意見
第七識和八識理論可以看作部派佛教中，被說一切有部認定為參考異說的心、意、識三分理論的自然發展。在《大智度論》中，龍樹曾提出，意識所緣的諸法都是生滅法，如果存在「我法」的話，應該有第七識去識別它，但是沒有第七識存在，因此無我。清辯論師等人解讀龍樹著作，只立六識。